# ブラック・ブロック
ブラック・ブロック（英語: black bloc、黒い塊）とは、

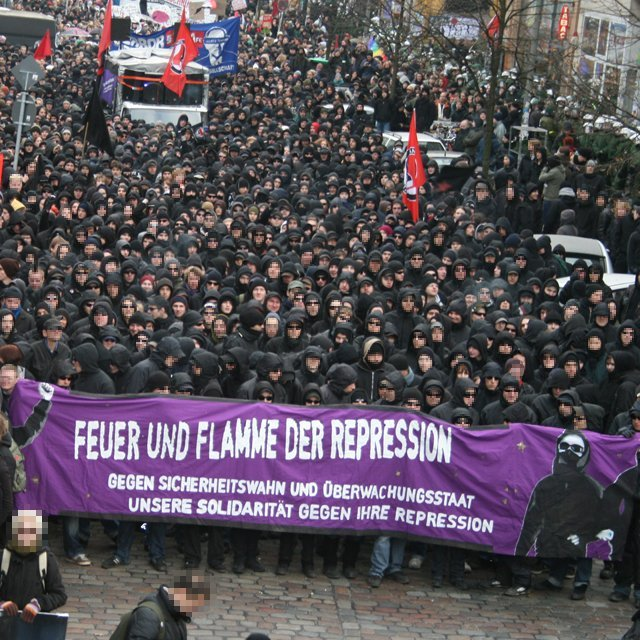
2007年12月 ドイツ ハンブルクの反弾圧デモでのブラック・ブロック。横断幕の文字は「弾圧と抑圧の炎、セキュリティ・監視に反対、あなたの抑圧に対する私たちの連帯」。ANTIFAやレインボーフラッグの旗も見える。

1. 各参加者が黒色の衣服、帽子、ヘルメット、サングラス、マスクなどを着用して行う街頭での抗議行動などにおけるデモンストレーションの戦術の1つ[1][2]。
2. 上記のデモ戦術を用いることで知られる戦闘的無政府主義者[3] や反資本主義運動家などの集団で、暴力的行動を行うことで知られる[4]。

## 概要
この服装は、警備側に対して参加者内での個人の識別と特定を困難にする、警備側が使用するスプレーなどからの顔や眼の防護、集団を1つの巨大な塊に見せる、連帯感を高める、などの戦術的効果のために使用されている。またブラック・ブロックの参加者はしばしばアナキズムと関連しており、黒はアナキズムのシンボルカラーでもある。
この戦術は1980年代のヨーロッパで、スコッターの退去処分、核兵器、妊娠中絶規制などへの抗議行動を行うオートノミズム運動によって構築された。また1999年の第3回世界貿易機関閣僚会議への抗議行動の際に、シアトルのダウンタウンに位置したGAP、スターバックス、オールド・ネイビーなどの多国籍企業の小売店に損害を与えた事で、ヨーロッパ以外のメディアに広く注目された。
ブラック・ブロックは、他の時期の他の抗議を行う人々によっても時折採用されている。

## 歴史
1967年2月にニューヨークのウォール街でアナキスト・グループのブラック・マスクが黒い服と目出し帽を着けて行進した。これが、西洋の社会運動で偽装目的ではなく過激主義のアイデンティティを示すために黒い服とマスクを使用した最初の例とされる。この黒マスクは、後のブラック・ブロック運動の普及に間接的な影響を与えた可能性がある。
ブラック・ブロックの戦術は、1977年のドイツ ブロックドルフでの示威行動の後に、警察力の増強に対抗して構築された。1987年5月1日のメーデーに、ベルリンでデモ隊が西ベルリン警察と衝突して何千人の参加者が石・瓶・火炎瓶で警察を襲撃し、暴動と住民が店を略奪した。1987年6月にアメリカ合衆国大統領のロナルド・レーガンのベルリン来訪時に、冷戦政策に抗議する約5万人のデモが発生し、うち3千人はブラック・ブロックであった。1988年5月1日のメーデーでは急進的な左派グループがデモを組織して前年よりも激しい暴動となって著名となり、以後毎年発生したが最初の2年間ほど深刻とはならなかった。
アメリカ合衆国では1987年にはサンフランシスコなどで少人数のアナキストがブロック・ブロック戦術を使用していたが、最初の大規模な例は1988年10月のワシントンD.C.のペンタゴンであった。更に1989年のバークレー アナキスト暴動では、数百人の黒色のアナキストが商店のガラスを割り車両を攻撃した。1999年の反WTOデモではシアトルのGAP、スターバックス、オールドネイビーなどの多国籍企業が損害を受け、その後の反グローバリゼーション抗議での共通の特徴となった。

## ブラック・ブロック活動を行った団体の例
- en:Residents Against David Irving(アメリカ)
- ATTAC(ドイツ)
- BloccoNero（ブラック・ブロックの意味）(イタリア)
- 無政府主義労働組合（スペイン）
- Black against Black（日本） ‐ 2010年代に活動している団体。就活ぶっこわせデモの後継団体。[要出典]
- 2014年4月 ブラジルでのFIFAワールドカップへの抗議行動[13]
- 2017年7月 ドイツ・ハンブルクでのG20サミットに対する極左グループによる抗議デモ[14]
- 2019年-2020年香港民主化デモにおける民主派デモ隊（香港）[15]

## ギャラリー

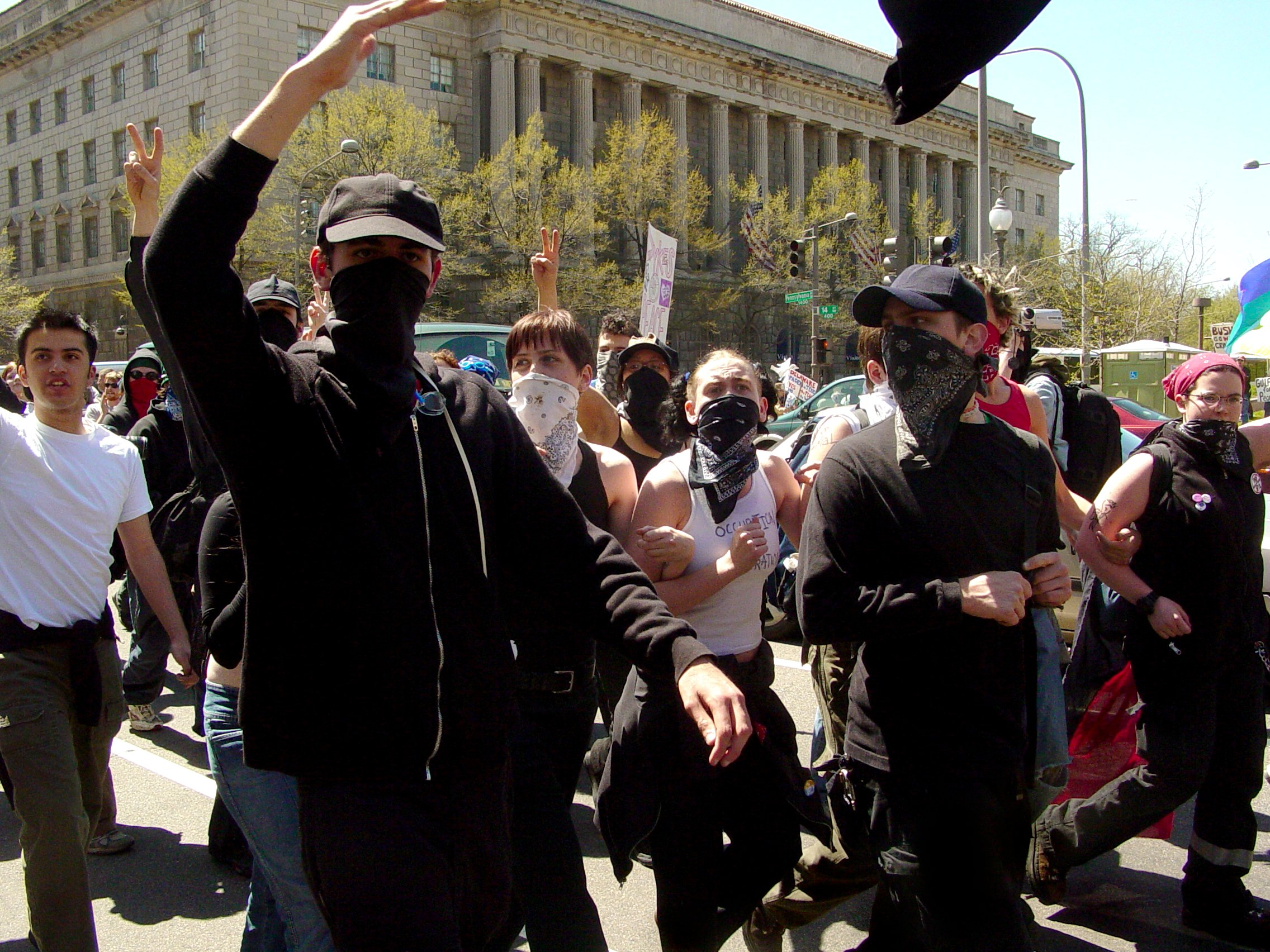
2003年4月12日 ワシントンD.C.反戦集会でのブラック・ブロック
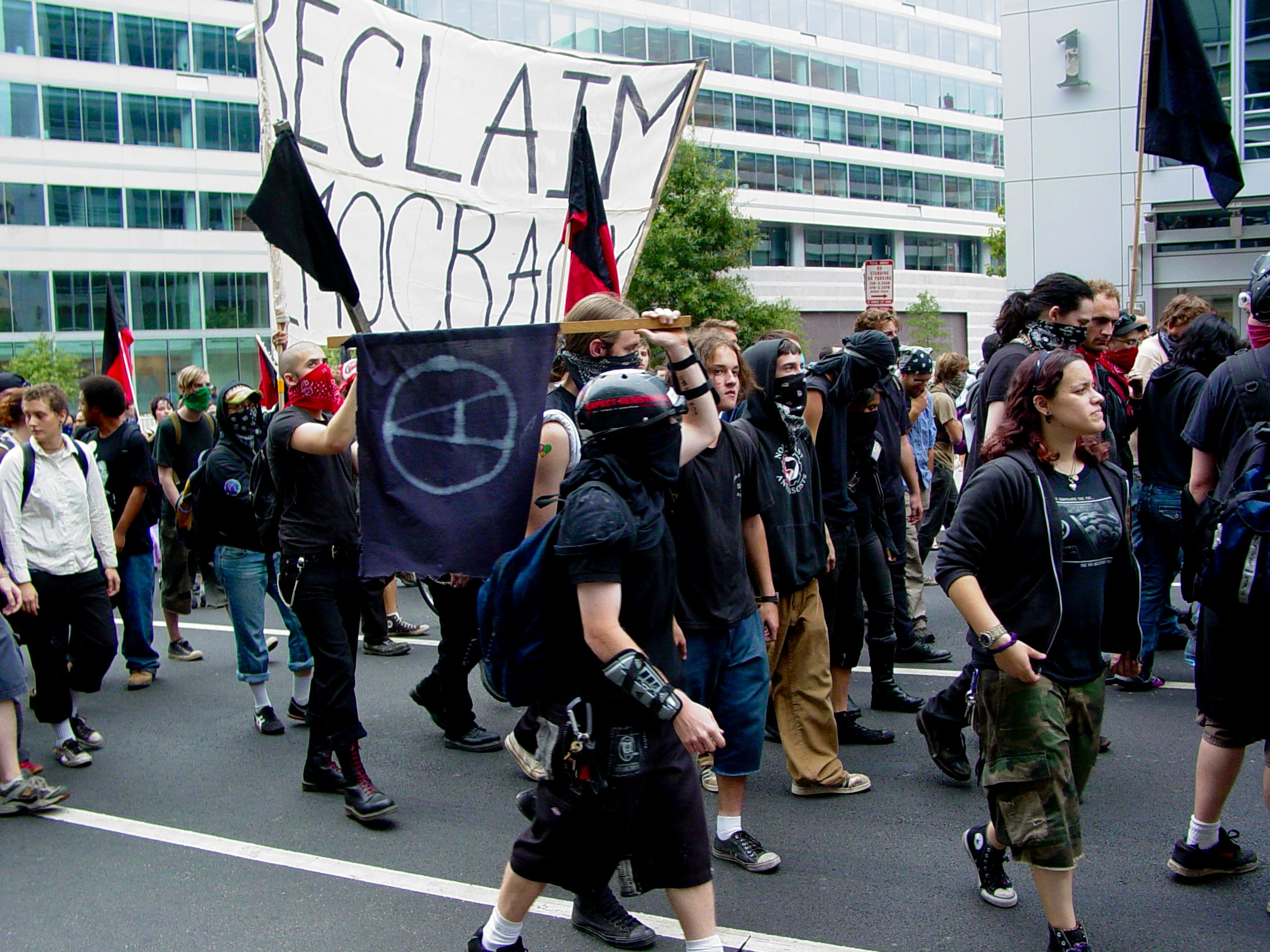
2005年9月 ワシントンD.C反戦集会でのブラック・ブロック
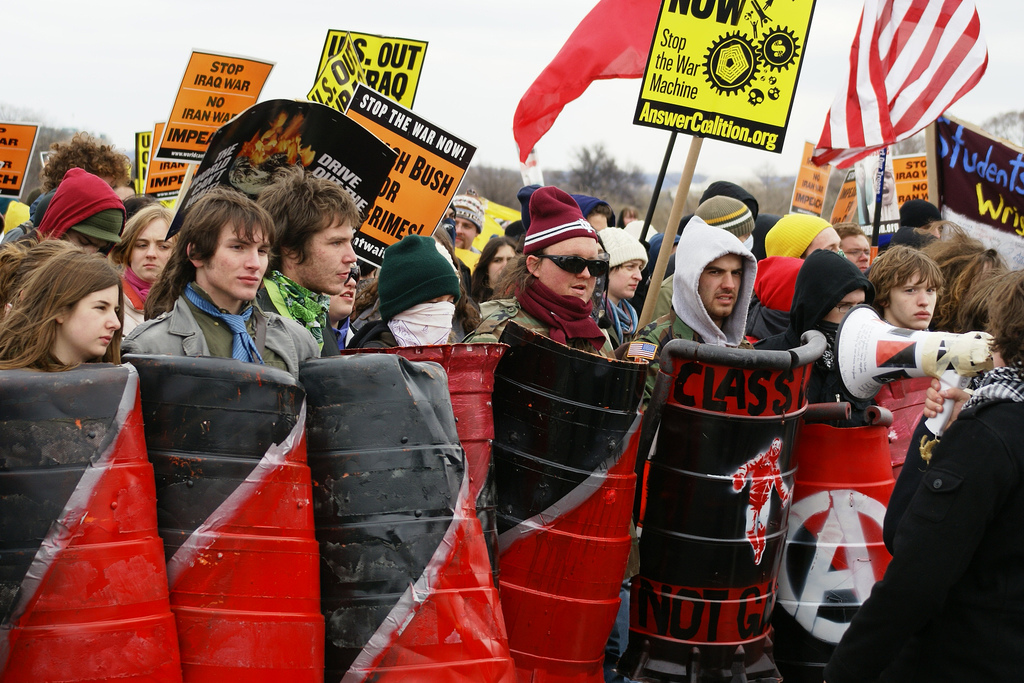
2007年3月17日、ワシントンD.C.反戦集会での盾を使用したブラック・ブロック。アナキズムのシンボルであるサークルAと赤黒が使用されている。
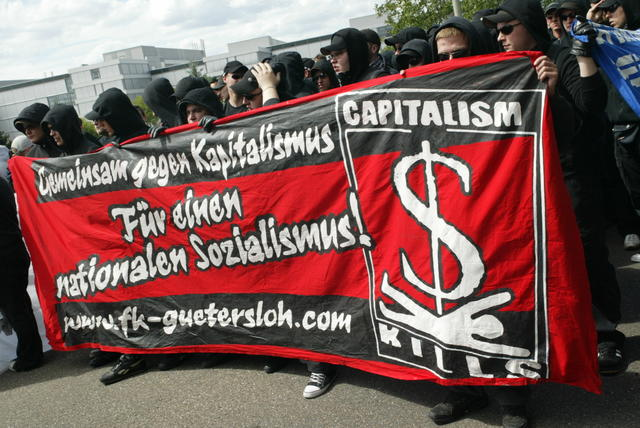
2007年7月 ネオナチによる「反資本主義、国家社会主義」を掲げたブラック・ブロック
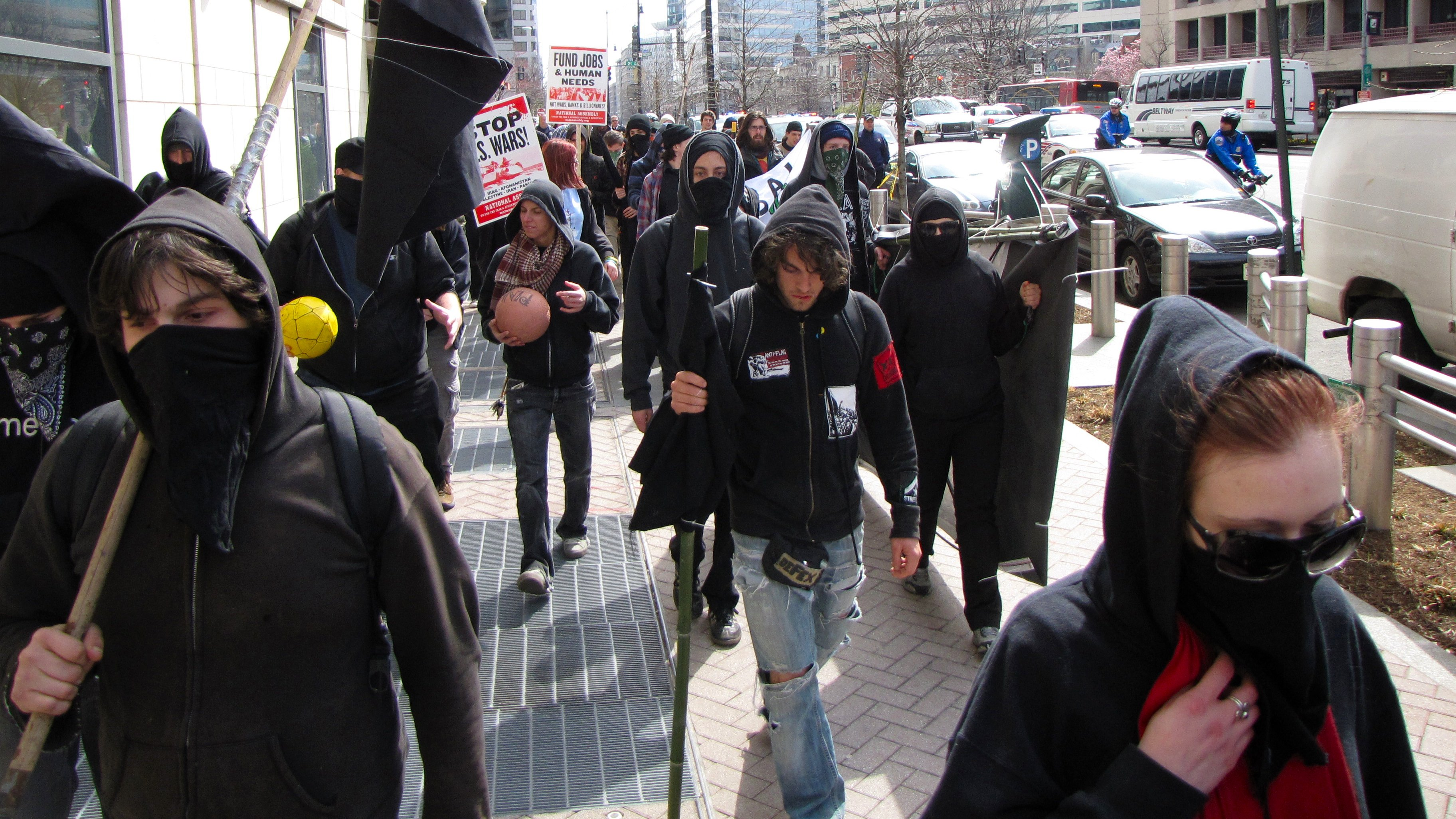
2009年、ワシントンD.C 世界銀行近辺の反戦デモでのブラック・ブロック。一部はシンプルなフードを着て顔を出しているが、他は暗い色のマスクやサングラスなどで可能な範囲で顔を覆っている。
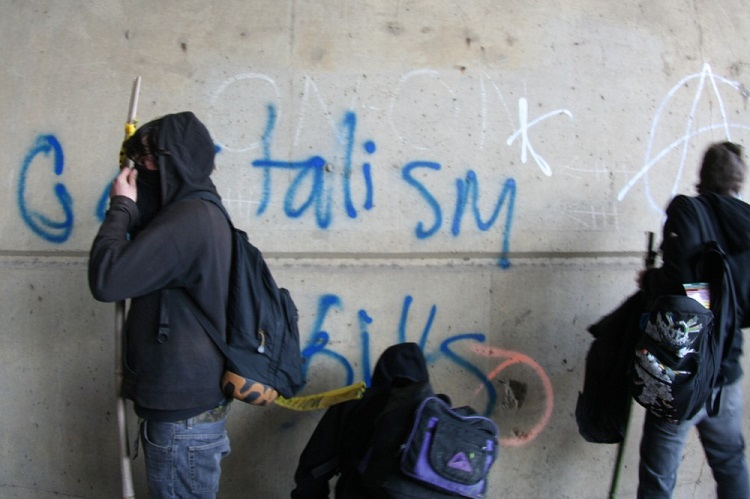
2009年3月、ワシントンD.C.でのイラク戦争抗議の際に壁に落書きをするブラック・ブロック参加者
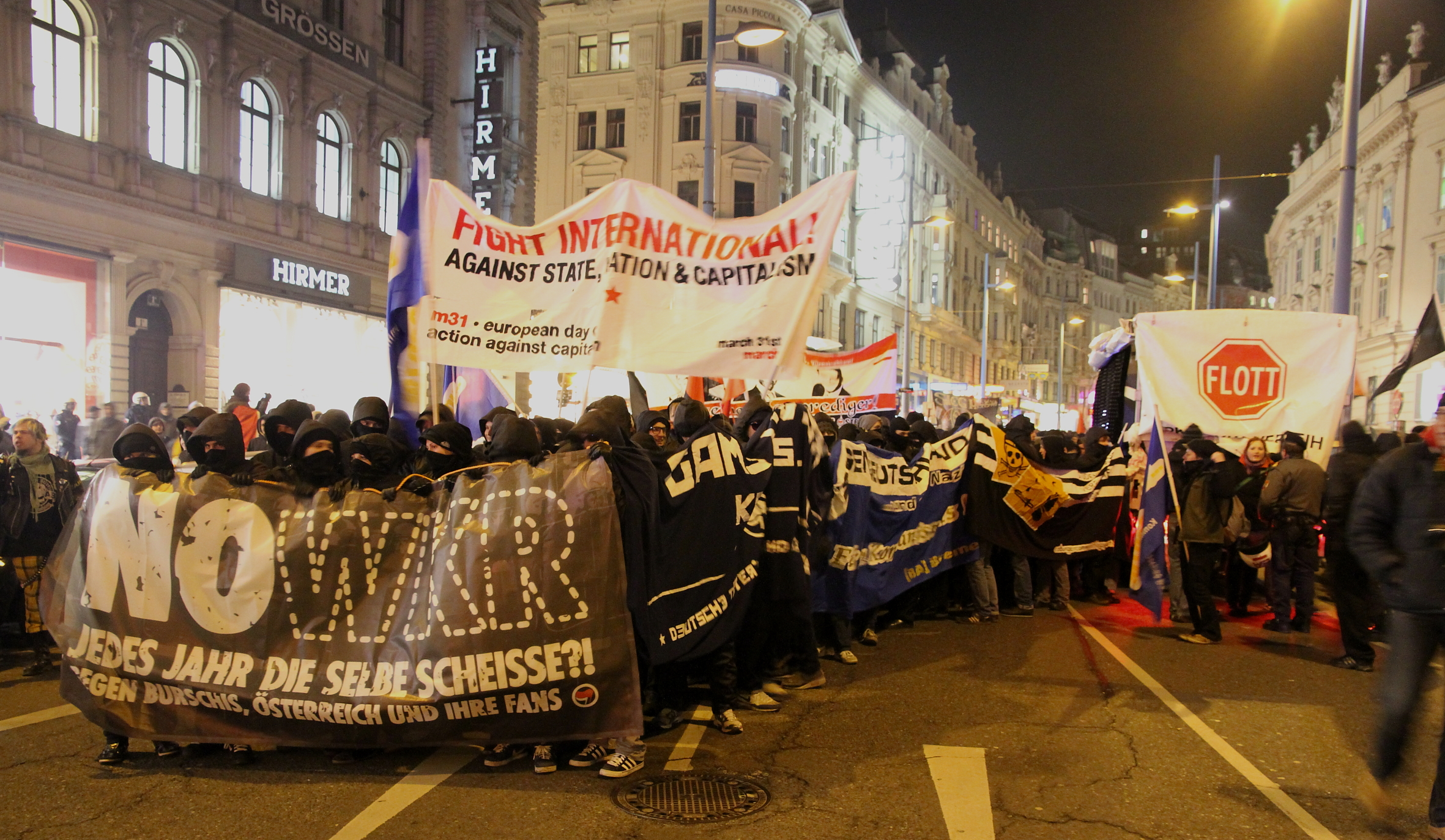
2012年 オーストリアでのNOWKRによるブラック・ブロック
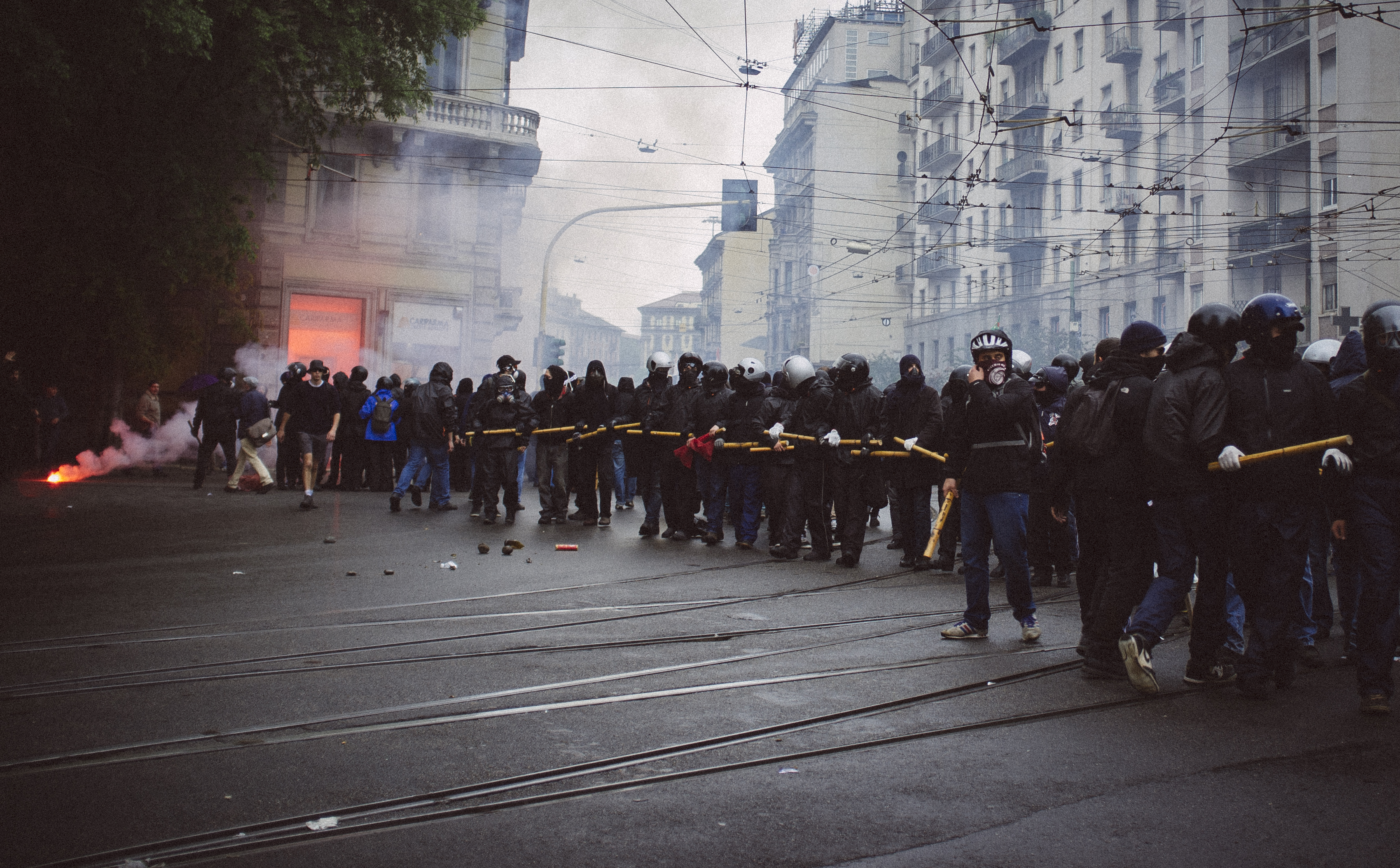
2015年 ミラノ国際博覧会抗議でのブラック・ブロック。
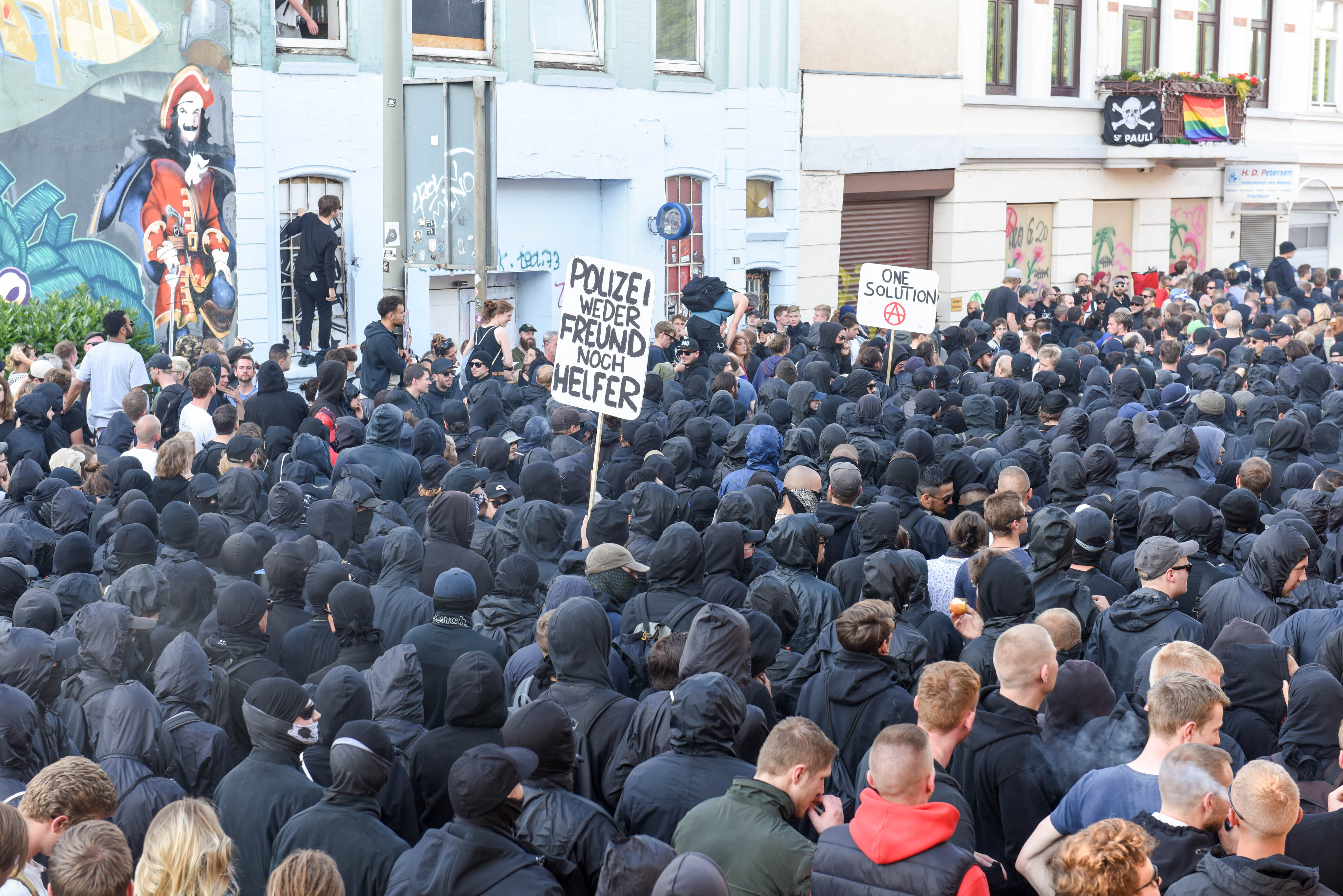
2017年7月 ハンブルク G20サミットでのブラック・ブロック。サークルAが見える。
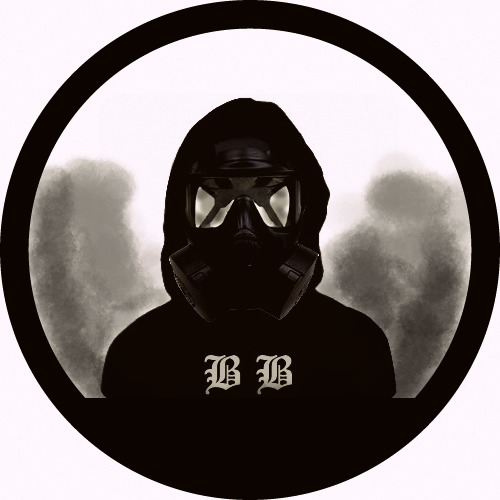
ブラック・ブロックのイラストレーション